# Penészevőholyva-formák
A penészevőholyva-formák  (Phloeocharinae) a rovarok (Insecta) osztályában  a holyvafélék (Staphylinidae) családjának kis fajszámú alcsaládja.

## Elterjedésük
Az alcsalád 7 nembe tartozó 53 faja minden állatföldrajzi régióban megtalálható, de többségük az északi mérsékelt övben lakik.

## Jellemzőik
Testük keskeny, nyújtott. Fejük kicsi, az előtor alá behúzott, hátul nem befűzött. Csápjaik egymástól viszonylag távol ízesülnek. Csápjaik fonalasak, rövidek, második ízük megvastagodott. A szárnyfedőknek nincsen élesen elkülönült mellfedője. Pajzsocskájuk kicsi, felülnézetben alig látható. Potrohuk hosszú, keskeny, oldalai felhajtóak. Lábaik rövidek, lábfejeik 5 ízűek.

## Életmódjuk
Fás, erdős vidékeken találhatóak meg. Kövek alatt, talajban, fák leváló kérge alatt élnek és gombafonalakkal táplálkoznak.

## Rendszerezés
Rendszertanilag a fürkészholyvaformákkal és a fürgeholyvaformákkal vannak közelebbi rokonságban (ivarszervek felépítése, csápízesülés alapján).
Közép-Európában a következő nemek képviselői fordulnak elő:
Phloeocharis (Mannerheim, 1830)

## Magyarországon előforduló fajok
- Közönséges penészevőholyva (Phloeocharis subtilissima) (Mannerheim, 1830)

## Fordítás
- Ez a szócikk részben vagy egészben  a   Barkkortvinger című norvég Wikipédia-szócikk ezen változatának fordításán alapul.  Az eredeti cikk szerkesztőit annak laptörténete sorolja fel. Ez a jelzés csupán a megfogalmazás eredetét és a szerzői jogokat jelzi, nem szolgál a cikkben szereplő információk forrásmegjelöléseként.